# Paolo Bianchini
Paolo Bianchini (n. 1931, Roma, Regatul Italiei) este un scenarist și regizor de film italian.

## Filmografie
Ca regizor
- Il gioco delle spie (1966)
- Hipnos follia di massacro (1967)   (ca Paul Maxwell)
- Devilman Story (1967) (ca Paul Maxwell)
- L'invincibile Superman (1968)   (ca Paul Maxwell)
- I Want Him Dead (1968)
- God Made Them... I Kill Them (1968)
- Acea caldă blestemată zi de foc (1968)
- Ehi amigo... sei morto! (1970)

- Stăpânul vântului (TV, 2003)
- Vite a perdere (TV, 2004)
- Posso chiamarti amore? (TV, 2004)
- Il bambino sull'acqua (TV, 2005)